# Lopera
Lopera ist eine südspanische Kleinstadt und eine Gemeinde (municipio) mit insgesamt 3.539 Einwohnern (Stand: 2024) im Zentrum der Provinz Jaén in der autonomen Region Andalusien. 

## Lage und Klima
Der Ort Lopera liegt auf einer strategisch vorteilhaften Anhöhe etwa 5 km (Luftlinie) südlich des Río Guadalquivir und ca. 53 km (Fahrtstrecke) nordwestlich der Provinzhauptstadt Jaén in einer Höhe von knapp 275 m. Das Klima im Winter ist gemäßigt, im Sommer dagegen warm bis heiß; die geringen Niederschlagsmengen (ca. 545 mm/Jahr) fallen – mit Ausnahme der nahezu regenlosen Sommermonate – verteilt übers ganze Jahr.

## Bevölkerungsentwicklung
| Jahr      | 1857  | 1900  | 1950  | 2000  | 2020  |
| Einwohner | 3.569 | 4.670 | 5.961 | 3.999 | 3.642 |

Die deutliche Bevölkerungsrückgang in der zweiten Hälfte des 20. Jahrhunderts ist im Wesentlichen auf die nahezu ausschließliche Anpflanzung von Olivenbäumen, die damit einhergehende Mechanisierung und den daraus resultierenden  Verlust von Arbeitsplätzen zurückzuführen.

## Wirtschaft
Lopera liegt inmitten der schier endlosen Olivenbaumplantagen der Provinz Jaén. Früher wurden auch Getreide, Weinreben etc. zur Selbstversorgung angepflanzt; Gemüse stammte aus den Hausgärten. Heute nehmen diese Kulturen nur noch etwa 5 % der landwirtschaftlich genutzten Fläche ein. Im Ort selbst haben sich Kleinhändler, Handwerker und Dienstleistungsbetriebe aller Art angesiedelt.

## Geschichte
Prähistorische Kleinfunde wurden auf dem Gemeindegebiet gemacht. Die Römer nannten den Ort Polesi; er stand in Abhängigkeit von der etwa 12 km südlich gelegenen Stadt Obulco (heute Porcuna). Auch die Westgoten hinterließen ihre Spuren, doch zu Beginn des 8. Jahrhunderts wurden sie von den Mauren überrannt. Nach dem Ende des Kalifats von Córdoba (um 1020) war Lopera Bestandteil des Taifa-Königreichs Jaén. Um die Mitte des 12. Jahrhunderts fiel es an das Almohadenreich, welches sich nach der Niederlage in der Schlacht bei Las Navas de Tolosa (1212) zunehmenden Angriffen seiner muslimischen (Ibn Hud, Muhammad I. ibn Nasr) und christlichen Nachbarn ausgesetzt sah. Im Jahr 1240 wurde Lopera von den Christen unter Ferdinand III. von Kastilien zurückerobert (reconquista) und dem neugeschaffenen Königreich Jaén eingegliedert, das allerdings eng mit der Krone von Kastilien verbunden war und politisch nicht in Erscheinung trat. Verwaltet wurde die Kleinstadt zunächst vom Calatravaorden (siehe Stadtwappen). Mit dem Alhambra-Edikt (1492) der Katholischen Könige begann die Vertreibung der Juden; in den Jahren um 1610 wurden die letzten Muslime (Morisken) ebenfalls ausgewiesen.

## Sehenswürdigkeiten

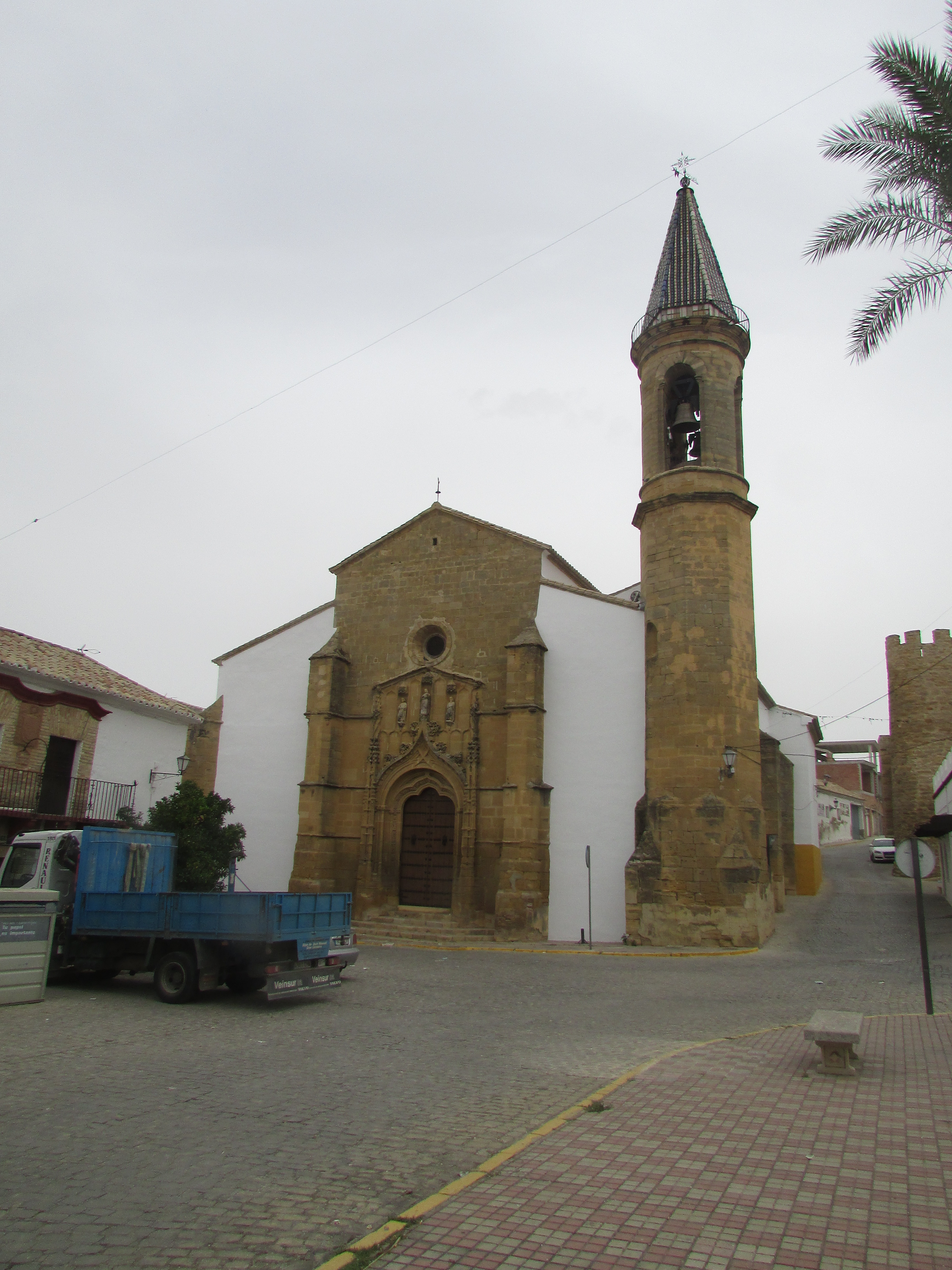
Lopera – Iglesia de la Purisima Concepción

- Hauptattraktion der Kleinstadt ist die zentral gelegene, aus Bruchsteinen (mampostería) errichtete Burg (castillo) des Calatravaordens. Aus der zinnenbekrönten Außenmauer ragen mehrere Wehrerker hervor. In der Mitte der Anlage befindet sich ein Gebäude mit zwei seitlichen Türmen.
- Die nahebei liegende dreischiffige Iglesia de la Purisima Concepcion ist der unbefleckten Empfängnis Mariens geweiht. Während der Kirchenbau weiß verputzt ist, sind die kielbogengeschmückte Portalfassade und der kleine Glockenturm (campanario) steinsichtig.
- Das Hospital de San Juan de Dios ist ein Bau des 17. Jahrhunderts; es verfügt über einen hübschen Innenhof.
- Von historischem Interesse ist die ehemalige Zehntscheune (pósito; auch Casa de la Tercia genannt), in welcher Getreide und andere haltbare Güter für Notzeiten oder andere Gelegenheiten gelagert werden. Miguel de Cervantes kaufte hier im Februar des Jahres 1592 Weizen und Gerste zur Versorgung der Armada.